# Mera Joota Hai Japani

"Mera Joota Hai Japani" (În hindi: मेरा जूता है जापानी; în urdu: میرا جوتا ہے جاپانى‎ Transcriere fonetică: [meːrɑː d͡ʒuːt̪ɑː hɛː d͡ʒɑːpɑːniː]. Traducere: ”Pantofii mei sunt din Japonia”.) este un cântec indian a cărui linie melodică a fost compusă de Shankar Jaikishan, iar versurile au fost scrise de Shaleindra pentru filmul ”Articolul 420” din 1955. Acest cântec a fost interpretat de vedeta Bollywood, Raj Kapoor, dar versiunea playback a cântecului a fost interpretată de cântărețul Mukesh.
În cântec este vorba despre un om care se mândrește cu țara sa natală, în ciuda faptului că hainele sale au fost fabricate în alte țări.

## Versuri
मेरा जूता है जापानी, ये पतलून इंगलिस्तानी
सर पे लाल टोपी रूसी, फिर भी दिल है हिन्दुस्तानी
Merā jūtā hai Jāpānī, ye patlūn Inglistānī
Sar pe lāl ṭopī Rūsī, phir bhī dil hai Hindustānī
Pantofii mei sunt din Japonia, pantalonii-mi sunt din Anglia,
Pălăria-mi roșie, din Rusia, dar inima mea e indiană.
Datorită tematicii patriotice, cântecul a fost mereu considerat că ar reprezenta suveranitatea Indiei. Acest cântec a fost apreciat în multe țări, în special în Uniunea Sovietică.